# 前田花英介
前田花 英介（まえだはな えいすけ、1940年10月6日 -没年不明 ）は、岩手県下閉伊郡山田町出身で高砂部屋に所属した元大相撲力士。本名は田畑 友彦（たばた ともひこ）。177cm、118kg。最高位は東十両4枚目。得意技は左四つ、寄り。

## 経歴
漁業に従事するのが嫌だったので、出身が同じである小結・宮錦の後援会会員から勧められて入門した。1956年9月場所に初土俵。1964年9月場所に十両昇進。新十両の場所は9勝6敗と勝ち越したが、翌11月場所から3場所連続で負け越して1965年5月場所に幕下へ陥落。幕下陥落後も調子を落としていたが、徐々に番付を戻していき、1968年1月場所に十両へ復帰した。それ以降も番付を上げていき、同年7月場所には自己最高位となる東十両4枚目まで番付を上げた。しかし、右膝の負傷で途中休場したため、幕内昇進はならなかった。翌1968年9月場所は十両下位で6勝9敗と負け越し、幕下陥落が濃厚となり27歳で廃業した。廃業後は岐阜で相撲料理店「櫓一番」を経営した。

## 主な成績
- 通算成績：302勝279敗3休 勝率.520
- 十両成績：56勝76敗3休 勝率.424
- 現役在位：71場所
- 十両在位：9場所

### 場所別成績
| | 一月場所 初場所（東京） | 三月場所 春場所（大阪） | 五月場所 夏場所（東京） | 七月場所 名古屋場所（愛知） | 九月場所 秋場所（東京） | 十一月場所 九州場所（福岡） |
| --- | ----------------------- | ----------------------- | ----------------------- | --------------------------- | ----------------------- | --------------------------- |
| 1956年 （昭和31年） | x                       | x                       | x                       | x                           | （前相撲）              | x                           |
| 1957年 （昭和32年） | 東序ノ口25枚目 4–4      | 東序二段114枚目 5–3     | 西序二段76枚目 4–4      | x                           | 東序二段57枚目 4–4      | 東序二段56枚目 4–4          |
| 1958年 （昭和33年） | 西序二段47枚目 6–2      | 東序二段21枚目 6–2      | 西三段目91枚目 3–5      | 西三段目93枚目 3–5          | 東三段目98枚目 4–4      | 西三段目93枚目 6–2          |
| 1959年 （昭和34年） | 西三段目70枚目 4–4      | 西三段目62枚目 4–4      | 東三段目62枚目 3–5      | 東三段目68枚目 6–2          | 西三段目48枚目 5–3      | 東三段目23枚目 5–3          |
| 1960年 （昭和35年） | 西三段目5枚目 4–4       | 西幕下80枚目 3–5        | 西三段目4枚目 4–4       | 東三段目筆頭 5–2            | 西幕下67枚目 3–4        | 西幕下71枚目 4–3            |
| 1961年 （昭和36年） | 西幕下66枚目 6–1        | 西幕下38枚目 2–5        | 東幕下55枚目 3–4        | 西幕下62枚目 4–3            | 西幕下55枚目 5–2        | 東幕下38枚目 5–2            |
| 1962年 （昭和37年） | 西幕下25枚目 4–3        | 西幕下20枚目 6–1        | 東幕下4枚目 2–6         | 西幕下10枚目 4–3            | 東幕下8枚目 3–4         | 東幕下9枚目 3–4             |
| 1963年 （昭和38年） | 東幕下12枚目 5–2        | 東幕下4枚目 4–4         | 東幕下4枚目 3–4         | 東幕下5枚目 3–4             | 西幕下7枚目 3–4         | 東幕下10枚目 6–1            |
| 1964年 （昭和39年） | 東幕下筆頭 4–3          | 東幕下筆頭 3–4          | 西幕下2枚目 3–4         | 東幕下5枚目 6–1             | 西十両16枚目 9–6        | 西十両7枚目 7–8             |
| 1965年 （昭和40年） | 西十両8枚目 4–11        | 西十両14枚目 3–12       | 西幕下筆頭 1–6          | 西幕下14枚目 2–5            | 西幕下25枚目 4–3        | 東幕下20枚目 4–3            |
| 1966年 （昭和41年） | 東幕下16枚目 5–2        | 東幕下9枚目 4–3         | 東幕下7枚目 3–4         | 東幕下10枚目 5–2            | 東幕下4枚目 4–3         | 東幕下3枚目 3–4             |
| 1967年 （昭和42年） | 東幕下5枚目 3–4         | 東幕下7枚目 4–3         | 東幕下13枚目 3–4        | 東幕下15枚目 5–2            | 西幕下8枚目 5–2         | 東幕下2枚目 5–2             |
| 1968年 （昭和43年） | 東十両11枚目 7–8        | 西十両12枚目 9–6        | 西十両7枚目 8–7         | 東十両4枚目 3–9–3           | 西十両12枚目 引退 6–9–0 | x                           |
| 各欄の数字は、「勝ち-負け-休場」を示す。 優勝 引退 休場 十両 幕下 三賞：敢=敢闘賞、殊=殊勲賞、技=技能賞 その他：★=金星 番付階級：幕内 - 十両 - 幕下 - 三段目 - 序二段 - 序ノ口 幕内序列：横綱 - 大関 - 関脇 - 小結 - 前頭（「#数字」は各位内の序列） |                         |                         |                         |                             |                         |                             |

## 改名歴
- 田畑（たばた）1956年9月場所 - 1957年5月場所
- 陸中山（りくちゅうやま）1957年9月場所 - 1957年11月場所
- 宮潮（みやしお）1958年1月場所 - 1960年5月場所
- 前田花 英介（まえだはな えいすけ）1960年7月場所 - 1965年3月場所
- 田畑（たばた）1965年5月場所 - 1965年7月場所
- 前田花 英介（まえだはな えいすけ）1965年9月場所 - 1968年9月場所